# Дмитриева, Валентина Николаевна
Валенти́на Никола́евна Дми́триева (25 декабря 1927, Казань, Татарская АССР — 1 января 2012, Москва, Россия) — советский и российский кореевед, специалист по корейскому языку, профессор. Один из основоположников советского и российского корееведения.

## Биография
В 1945 году поступила на открывшееся корейское отделение в Московский институт востоковедения. В 1948—1949 годах училась в Пхеньянском университете в Северной Корее. В 1950 году окончила МИВ, в 1955 году — аспирантуру МИВ. В 1950—1954 годах преподавала корейский язык в МИВ.
C 1954 года работала преподавателем корейского языка в МГИМО. С 1963 года — старший преподаватель, с 1968 — доцент, с 1996 — профессор МГИМО. С 2006 года — Почетный профессор МГИМО. Профессор кафедры мировой политики и международных отношений РГГУ.
Многократно выезжала в КНДР на стажировки в посольстве СССР, для работы переводчиком, в научные командировки. Работала в Республике Корея доцентом кафедры русского языка университета Хангук в Сеуле (1992—1993), преподавателем русского языка в колледже города Осан (1994—1995).
С 1964 года — кандидат филологических наук (диссертация «Залоги в современном литературном корейском языке»).
Область научных интересов — грамматика, методика преподавания корейского языка, перевод с корейского языка на русский, культура Кореи.
Автор более 80 работ, в том числе более 20 учебников и учебных пособий по корейскому языку.
Награждена Орденом Трудового Красного Знамени (1984), медалями «Ветеран труда» (1984), «В память 850-летия Москвы», «МИД РФ 200 лет» (2002), «МГИМО за заслуги» (2004), Почётной грамотой Президента Республики Корея и нагрудным знаком за выдающиеся заслуги в изучении корейского языка (2001). Лауреат премии Корейского Научного фонда Тонсун за большие заслуги в изучении и преподавании корейского языка (2002), премии победителю грантовой программы «Признательность учителям» (2004).